# Dialer
Dialer – wyspecjalizowany rodzaj programu komputerowego do łączenia się z Internetem za pomocą modemu. Niekiedy program tego rodzaju, zainstalowany w komputerze bez wiedzy i zgody użytkownika, jest wykorzystywany do nawiązywania połączenia z siecią.

## Ogólne znaczenie pojęcia
Dialer wykorzystuje nieświadomość użytkownika i łączy się poprzez numer dostępowy o kosztach wielokrotnie przekraczających typowe koszty dostępu do internetu. Zwykle jest to numer w odległym i egzotycznym kraju. W wyniku tego nielegalnego procederu użytkownik jest zmuszony płacić wysokie rachunki telefoniczne. Przestępca, którego dialer zostaje zainstalowany w komputerze użytkownika, posiada umowę z egzotyczną kompanią telefoniczną, która dzieli się z nim zyskami.
Nieświadoma instalacja dialera ma najczęściej miejsce przy wchodzeniu na strony pornograficzne lub z nielegalnym oprogramowaniem i plikami MP3.
Czasem dialery są wykorzystywane przez właścicieli serwisów pornograficznych w sposób otwarty, za zgodą i wiedzą użytkownika, w celu ominięcia konieczności posługiwania się kartą kredytową do zapłaty za usługi takiego serwisu.
Programy zagrażają użytkownikowi tylko wtedy, kiedy używa modemu podłączonego do linii telefonicznej.
Cechy charakterystyczne szkodliwego dialera
- podczas otwierania żądanej strony internetowej pojawiają się wyskakujące okienka.
- informacja o cenie, jeśli w ogóle się pojawia, jest prawie niewidoczna.
- okienko nie znika nawet po wciśnięciu komendy „anuluj”.
- w trakcie połączenia poprzez dialer nie pokazuje się na ten temat żadna informacja.
- dialer dokonuje połączenia niezależnie od woli i reakcji użytkownika.
- dialera nie da się odinstalować w konwencjonalny sposób.